# Битка код Лагоса (1693)
Битка код Лагоса 1693. године одиграла се за време Деветогодишњег рата код португалског града Лагос између француске и енглеско-холандске војске. Завршена је победом Француза.

## Битка
Надмоћна француска ескадрила адмирала Турвила од 71 линијског брода, сакривши део својих бродова у Лагос, изненадила је 27. јуна 1693. године англо-холандску ескадру од 23 линијска брода под командом британског адмирала Џорџа Рука и холандског Ван Дер Гуса која је пратила конвој од око 140 трговачких бродова. Французи су заробили или потопили око 90 британских и холандских трговачких бродова; преостали су се склонили у Мадеиру.